# 杨忠岐
杨忠岐（1952年4月—），男，陕西岐山人，中国森林病虫害防治专家，中国林业科学研究院首席专家，国务院参事，中国农工民主党中央委员会常务委员，第十二、十三届全国政协委员。